# Sílvia Andrea Santos Luz
Sílvia Andrea Santos Luz -conocida como Silvinha- (Araçatuba, 5 de marzo de 1975) es una jugadora brasileña de baloncesto que ocupa la posición de base.
Fue parte de la Selección femenina de baloncesto de Brasil con la que alcanzó la medalla de plata en los Juegos Olímpicos de Atlanta 1996 y la de bronce en los Juegos Olímpicos de Sídney 2000. En el ámbito no olímpico, junto al seleccionado brasileño ganó la medalla de bronce en los Juegos Panamericanos de 2003 en Santo Domingo.